# Sjirat
Sjirat (en árabe: الصخيرات‎, en francés: Skhirat) es una localidad de Marruecos situada en la costa atlántica, entre Rabat y Casablanca.
Es conocida por sus playas, a las que suelen acudir vecinos de Rabat. El rey de Marruecos tiene un palacio de verano en Sjirat, allí tuvo lugar el 10 de julio de 1971 el intento de golpe de Estado contra Hasán II conocido como «matanza de Sjirat».
Sjirat ha servido como escenario para recibir a numerosos jefes de Estado en visita a Marruecos.También se ha utilizado como sede para algunas reuniones internacionales, entre las cuales destaca el proceso de diálogo entre los grupos libios enfrentados, dirigido por las Naciones Unidas, que llevó a la firma del Acuerdo Político Libio y la formación del Gobierno de Acuerdo Nacional libio en diciembre de 2015 (Acuerdos de Sjirat).
- Datos: Q1333077
- Multimedia: Skhirate / Q1333077

1. ↑  Worldpostalcodes.org,código postal n.º 12050.